# Флавий Констант (консул)
Флавий Констант (лат. Flavius Constans) — римский государственный деятель начала V века.
О происхождении Константа нет никаких сведений. В 412 году он занимал должность военного магистра Фракии. В 414 году Констант находился на посту ординарного консула на Востоке империи (возможно, в то время он все ещё был военным магистром). Он вступил в должность в Константинополе. На Западе его коллегой был Флавий Констанций, с которым, быть может, он состоял в родстве.
Он может идентифицироваться с неким Константом, к которому адресовано письмо от Синезия Киренского. Из этого письма следует, что он интересовался философией.